# أبو عزرائيل
أبو عزرائيل المعروف أيضاً بملاك الموت، هو قائد عراقي ميداني، في كتائب الإمام علي وهي فصيل مسلح تابع للحشد الشعبي حليف لِإيران يحارب داعش في العراق. أصبح بطلاً على المستوى الشيعي في العراق بسبب بسالته في قتال داعش ممزوجةً بروح الدعابة ونشر أحداثه اليومية على مواقع التواصل الاجتماعي وغدا الوجه الإعلامي الأول للمعارك التي يشارك فيها الحشد الشعبي خصوصاً في تكريت.

## حياته الشخصية
اسمه أيّوب فالح حسن الربيعي أو أيوب آل ربيع يوصف أبو عزرائيل، وفقاً لعدة مصادر بأنه بطل تايكوندو و«سائق حكومي في وزارة الاتصالات». بينما مصادر أخرى تشير إلى ان هذه المعلومات عنه مجرد قصة ملفقة. أبو عزرائيل أب لخمسة أطفال.

## الصورة الشعبية
أبو عزرائيل أصبح أيقونة شعبية للمقاومة ضد داعش على الرغم من أنه قاتل جماعات متمردة أخرى. صفحته على فيسبوك اجتذبت 300,000 إعجاباً خلال شهر مارس. وقد تصدر افتتاحيات بعض الصحف في بريطانيا و الولايات المتحدة.
لقد أصبح شخصية عامة شعبية باعتقاد البعض لأن أساليبه ومظهره يجاري الوحشية المرتبطة بداعش. فعلى سبيل المثال هو يحمل على ذراعيه فؤوساً وسيوفاً، بالإضافة إلى بنادق آلية. وعلاوة على ذلك فإن ما جعل منه شخصاً مميزاً هو جسمه الرياضي الضخم ورأسه الأصلع ولحيته السوداء السميكة التي أتاحت له منظراً عدوانياً مفزعاً ومخيفاً.
يطلّ أبو عزرائيل بشكل شبه يومي، عبر تسجيلات فيديوية يقوم بنشرها على الفيسبوك وتتناقلها صفحات مواقع التواصل الاجتماعي. يظهر حيناً على دراجة هوائية في المناطق الخطرة، وحيناً من داخل سيارته، مطلقاً النكات ومتوّعداً داعش بالفناء على الأرض العراقية. إلا أنَّ أشهر تسجيل له هو فيديو يتوعّد فيه «بطحن التنظيم»، مطلقاً عبارته الشهيرة «إلا طحين»، والتي تحوّلت إلى وسم تقترن به معظم التغريدات المواكبة لمعارك العراق، قبل أن تصبح أغنيّة حماسيّة أطلقها أحد المغنّين.

## انتقادات
في منتصف أغسطس 2015، تداولت مواقع التواصل الاجتماعي فيديو منقولا من صفحة أبو عزرائيل على الفيسبوك، تظهر أبو عزرائيل يحرق رجلاً معلقاً من أطرافه، وهو يقوم بتقطيع لحمه ويقول أصبحوا «كص» تشبيها باكله ال«شاورما». وقد أظهر هذا الفيديو إضافة إلى شواهد عديدة على وجود افعال مشابهة لتنظيم الدولة الإسلامية «داعش».
اتهم من قبل منظمه امنستي وعدد اخر من جمعيات حقوق الإنسان بأرتكابه جرائم حرب.

## في الإعلام
تحولت عبارة «إلا طحين» إلى جملة مشهورة يتم استخدامها في صفحات التواصل الاجتماعي والملصقات الإعلانية وزينة السيارات كما قام بعض المطورين بإنتاج ألعاب تحمل هذا الاسم.